# Трезвеник (1925 – 1926)
„Трезвеник“ с подзаглавие Просветен лист е български вестник, който излиза в Горна Джумая от 1925 до 1926 година. Печата се в печатниците „Съгласие“ на Н. Девенджиев и М. Гюрков в София и в „Ст. Николов“ в Горна Джумая.
| Годишнина | Броеве | Дата                       |
| --------- | ------ | -------------------------- |
| I         | 1 – 4  | август 1925 – ноември 1925 |
| II        | 1 – 4  | януари 1926 – април 1926   |

От II 1 подзаглавието е Просветен периодичен лист, а от II 2 Месечен просветен лист. От I 3 – 4 адресът на редакцията е Г. Стоицов в Горна Джумая, а от II – Ст. Илиев.